# Aurelio Picca
Aurelio Picca, né le 17 janvier 1960  à Velletri, est un poète et écrivain italien.

## Œuvres
- Per punizione, Rotundo, 1990.
- La schiuma, Gremese, 1992.

- Prix Bergamo 1993
- L’esame di maturità, Firenze, Giunti, 1995. - Milan, Rizzoli, 2001.
- I racconti dell'eternità, 1995.
- I mulatti, Florence, Giunti, 1996.
- Tuttestelle, Collana Scala italiani, Milan, Rizzoli, 1998

- Prix Grinzane-Cavour 1999
- Bellissima, Milan, Rizzoli, 1999.- traduit en français sous le titre Bellissima par Mario Cuxac, Paris, Éditions de Grenelle, coll. « Roma Livres », 2018, 126 p.  (ISBN 978-2-36677-163-3)
- Sacrocuore, Milan, Rizzoli, 2003.
- Via Volta della morte, Collana Scala italiani, Milan, Rizzoli, 2006
- L’Italia è morte, io sono l’Italia, L'Obliquo, 2007 - Milan, Bompiani, 2011.
- Se la fortuna è nostra, Collana Scala italiani, Milan, Rizzoli, 2011

- Prix Flaiano 2011
- Addio, Collana Narratori italiani, Milan, Bompiani, 2012
- Un giorno di gioia, Collana Narratori italiani, Milan, Bompiani, 2014
- Capelli di stoppia. Mia sorella Maria Goretti, Collana Le vele, San Paolo Edizioni, 2016.
- Gesù mutilato, De Piante Editore, 2017
- Arsenale di Roma distrutta, Collana Stile Libero Big, Turin, Einaudi, 2018- traduit en français sous le titre L’Arsenal de Rome détruite par Vincent Raynaud, Paris, Christian Bourgois Éditeur, coll. « Littérature étrangère », 2021, 144 p.  (ISBN 978-2-267-04346-4)[1]
- Il più grande criminale di Roma è stato amico mio, Collana Narratori italiani, Firenze-Milan, Bompiani, 2020[2]